# Усанов, Дмитрий Валерьевич
Дмитрий Валерьевич Усанов (род. 18 сентября 1973, Беловодское) — советский и российский спортсмен, чемпион мира по спортивной акробатике.

## Биография
В 1979 году, с 6-ти лет, Дмитрий начал заниматься спортивной гимнастикой в СДЮШОР «Алга», под руководством первого тренера Александра Иосифовича Россинского, в городе Фрунзе Киргизской ССР. В 1984 году, вместе с группой спортсменов тренера А.И. Россинского, продолжил занятия в спортивной школе-интернате РОШИСП г.Фрунзе, где продолжал заниматься спортивной гимнастикой до окончания учебного года в 1988 году. В дальнейшем Дмитрий был переведен в школу акробатики.
Тренировался в Тольятти, у заслуженного тренера СССР Виталия Гройсмана.
После окончания спортивной карьеры стал юристом. Работал в первой городской больнице Тольятти, которую возглавлял бывший тренер Дмитрия Гройсман, заведующим юридического отдела. Был лауреатом всероссийского профессионального конкурса компании «Гарант» «Правовая Россия» в номинации «Гражданское право». В феврале 2016 года адвокатский статус Усанова был прекращён.

## Достижения
Был верхним в составе мужской четвёрки вместе с В. Амбролидзе, И. Черновым и И. Якушовым. Первым в мире исполнил в четвёрке тройное сальто.
В 1989 году завоевал кубок СССР.
В 1990 году стал чемпионом мира в многоборье и динамических упражнениях и серебряным призёром в балансовых упражнениях, и чемпионом Европы во всех трёх дисциплинах.
Обладатель Кубка мира 1991 года.
Мастер спорта СССР международного класса по спортивной акробатике.